# ميسيتيلين
الميسيتيلين هو مركب عضوي هيدروكربوني عطري صيغته الكيميائية C9H12، ويوجد في الشروط القياسية على شكل سائل عديم اللون.

## التحضير
يحضر المركب انطلاقاً من الزيلين، إما بحدوث توازن كيميائي (إعادة ترتيب) بوجود حفاز حمضي؛ أو بإجراء عملية ألكلة بإضافة موجهة لمجموعة ميثيل.

## الخواص
يوجد هذا المركب في الشروط القياسية على شكل سائل عديم اللون، وهو قابل للاشتعال.
تؤدي أكسدة الميسيتيلين باستخدام حمض النتريك إلى الحصول على حمض التريميسيك C6H3(COOH)3. أما استخدام ثنائي أكسيد المنغنيز، وهو مؤكسد متوسط الشدة، فيؤدي إلى الحصول على 5,3-ثنائي ميثيل البنزألدهيد. في حين أن الأكسدة باستخدام ثلاثي فلورو حمض البيرأسيتيك (TFPAA) ستعطي الميسيتول (6,4,2-ثلاثي ميثيل الفينول).

## الاستخدامات
يستخدم الميسيتيلين مادة بادئة طليعية في تحضير 6،4،2-ثلاثي ميثيل الأنيلين، المستخدم في تحضير الأصبغة؛ وذلك عن طريق إجراء نترتة أحادية انتقائية من غير المس بمجموعات الميثيل المتواجدة.
كما يمكن أن يستخدم الميسيتيلين بالتفاعل مع كلوريد السلفونيل لتحضير سلفوكلوريد الميسيتيلين، الذي له تطبيقات كمجموعة حماية في الكيمياء الحيوية.